# Библиотека (программирование)
Библиоте́ка (от англ. library) в программировании — сборник подпрограмм или объектов, используемых для разработки программного обеспечения (ПО). С точки зрения операционной системы (ОС) и прикладного ПО, библиотеки разделяются на динамические и статические.
Термин «библиотека подпрограмм», по всей видимости, одними из первых упомянули Уилкс М., Уиллер Д., Гилл С. в качестве одной из форм организации вычислений на компьютере. Исходя из изложенного в их книге, под библиотекой понимался набор «коротких, заранее заготовленных программ для отдельных, часто встречающихся (стандартных) вычислительных операций».

## Библиотеки для компилируемых языков

### Динамические библиотеки
Динамическая библиотека — файл, содержащий машинный код. Загружается в память процесса загрузчиком программ операционной системы либо при создании процесса, либо по запросу уже работающего процесса, то есть динамически.
| Расширение | ОС                      | Расшифровка                | Примечание                       |
| ---------- | ----------------------- | -------------------------- | -------------------------------- |
| so         | UNIX                    | англ. shared object        |                                  |
| dylib      | Mac OS                  | англ. dynamic library      |                                  |
| library    | AmigaOS                 |                            | Хранятся в логическом томе Libs: |
| dll        | Microsoft Windows, OS/2 | англ. dynamic link library |                                  |

В зависимости от назначения различают:
- Библиотеки, используемые одной программой и содержащие критические для работы программы функции. Недостаток: при отсутствии библиотеки программа не сможет работать;
- Библиотеки, используемые одной программой и содержащие дополнительные функции. Например, библиотеки плагинов используются для расширения функционала программы;
- Библиотеки общего пользования (англ. shared library). Содержат функции, используемые несколькими программами. Могут загружаться в адресное пространство ОС (англ. system library) для экономии памяти: одна копия библиотеки будет использоваться несколькими процессами. В силу последнего обстоятельства такие библиотеки нередко называют разделяемыми.

При написании программы программисту достаточно указать транслятору (компилятору или интерпретатору) путь к библиотеке и имя функции. Ни исходный текст функции, ни её исполняемый код в состав программы не войдут.
Достоинства:
- экономия памяти за счёт использования одной библиотеки несколькими процессами;
- возможность исправления ошибок (достаточно заменить файл библиотеки и перезапустить работающие программы) без изменения кода основной программы.

Недостатки:
- возможность нарушения API , — при внесении изменений в библиотеку существующие программы могут перестать работать (утратят совместимость по интерфейсу[5]);
- конфликт версий динамических библиотек, — разные программы могут нуждаться в разных версиях библиотеки;
- доступность одинаковых функций по одинаковым адресам в разных процессах, — упрощает эксплуатацию уязвимостей (для решения проблемы изобретён pic (англ.)).

### Статические библиотеки
Статическая библиотека — объектный файл в виде файла (нередко может быть поставлен вместе с исходным кодом), код из которого выборочно или полностью вставляется в программу на этапе компоновки.
Библиотеки, распространяемые в виде исходного кода, преобразуются транслятором в объектные файлы. Затем компоновщик соединяет объектные файлы библиотек и объектные файлы вашей программы в один исполняемый файл.
Например, в исходных текстах распространяются:
- библиотеки для языка Fortran;
- библиотека Boost для языка C++.

Библиотеки, распространяемые в виде объектных файлов, уже готовы к компоновке. Компоновщик выполняет соединение объектных файлов библиотек и объектных файлов вашей программы во время создания исполняемого файла.
Расширения объектных файлов статических библиотек в разных ОС.
| Расширение | ОС                |
| ---------- | ----------------- |
| «a»        | UNIX              |
| «lib»      | Microsoft Windows |

Стандартные библиотеки многих компилируемых языков программирования (Fortran, Pascal, C, C++ и других) распространяются в виде объектных файлов.
Достоинства:
- все необходимые функции включаются в один исполняемый файл.

Недостатки:
- исполняемый файл занимает больше места на диске и в памяти, (если присоединяет код из объектных библиотечных файлов целиком, а не выборочно);
- при обнаружении ошибок в библиотеке требуется пересборка всех программ.

## Библиотеки для интерпретируемых языков
Библиотека — файл, содержащий либо код на интерпретируемом языке, либо байт-код для виртуальной машины.
Например, библиотеки для языка Python могут распространяться либо в виде файлов с исходным кодом (расширение «py»), либо в виде файлов с байт-кодом (расширение «pyc», буква «c» от англ. compiled). Одной из библиотек для языка Python является Tkinter.